# Gheorghe de Hurmuzachi

Frații Hurmuzachi. În picioare, de la stânga la dreapta: Nicolae, Constantin, Alexandru. Așezați, de la stânga la dreapta: Eudoxiu, Gheorghe.

Gheorghe de Hurmuzachi (n. 17 septembrie 1817, Cernăuca, Noua Suliță, Bezirk Czernowitz, Regatul Galiției și Lodomeriei, Imperiul Austriac – d. 14 martie 1882, Cernăuți, Austro-Ungaria) a fost un scriitor și om politic austriac de etnie română, membru al celebrei familii boierești Hurmuzachi. El a fost deputat atât în Consiliul Imperial (Reichsrat), cât și în Dieta Bucovinei, fiind afiliat cu Partidul Federalist, condus de Alexandru Petrino. A fost un militant activ pentru drepturile românilor din Ducatul Bucovinei. A avut doi copii: Eudoxiu și Elena.